# Bulbillomyces
Bjerkandera is een monotypisch geslacht van schimmels. De familie van het geslacht is nog onduidelijk (Incertae sedis). Het geslacht omvat alleen de soort Bulbillomyces farinosus. 